# Leonárd Lajos
Leonárd Lajos (Pécs, 1937. május 24. – Pécs, 2023. január 1.) magyar rendőr törzszászlós, aki posztos rendőrként mintegy 30 éven keresztül Pécs főterének őre volt. Számos vicces történet és legenda kering máig vele kapcsolatban.

## Magánélete
Apját öt hónapos korában vesztette el (a második házasságából született, 65 évesen hunyt el), anyja áruházi dolgozó, öccse fémcsiszoló volt. Feleségét, Tóth Irént 1961 januárjában vette el Sellyén, aki nyomdászként, majd kenyérgyári árukiadóként tevékenykedett. 1961-ben lánya, majd 8 évvel később fia született.
Több nyelven beszélt, többek között szerbhorvátul, oroszul, olaszul, németül, továbbá szerbhorvátul tolmácskodott is. Olaszul szüleitől tanult meg gyermekkorában, oroszul pedig az uránbányában orosz munkatársak között. 1957-ben tett vizsgát szerbhorvátból.

## Tanulmányai
Alapfokú tanulmányait Pécsett végezte, majd egyéves élelmiszeripari képzésen vett részt Budapesten, mely után a Pécsi Sütőipari Vállalatnál állt munkába. Ezután rövid ideig az uránbányánál is dolgozott. 1957 őszén vonult be katonának Kiskunhalasra, páncéltörő tüzérnek.

## Hivatása
Leszerelését követően jelentkezett rendőrnek. 1960. június 1-jén szerelt fel, majd egy évig a kistarcsai alapfokú rendőriskolára járt. Az iskolát követően a Pécs, Hunyadi út 11. szám alatti központi rendőrőrs állományába került, ahol főleg járőrszolgálatot látott el, de teljesített objektumőri és fogdaőri feladatokat is. Folyamatosan képezte magát.
Leonárdó 1993-as nyugállományba vonulásáig 30 éven keresztül látta el Pécs város főterének posztos rendőri feladatait. A belvárosi járőr útvonalak több irányt takartak, de mindig érintették a Széchenyi teret. A járőrszolgálatok nyolcórásak voltak, három műszakban. Fegyverét sohasem kellett használnia szolgálatban.

## Kitüntetései, elismerései
Munkája elismeréseként megkapta a Magyar Népköztársaság Szolgálati Érdemérem és Közbiztonsági Érem kitüntetéseit. Budapesten belügyminiszteri aranygyűrűt kapott ünnepélyes keretek között, majd 1997-ben Városháza Emlékéremmel jutalmazta szülővárosa. Többször előléptették, 1965-ben őrmesterré, majd több fokozatban végül törzszászlósi rangot ért el. Előfordult, hogy egy-egy intézkedése során megtapsolták a járókelők. Leszerelése után sem távozott a rendőrségtől, csak a hivatásos szolgálattól, még évekig alkalmazták Leonárdót a Pécsi Rendőrfőkapitányság bejáratánál, eligazítóként.

## Leonárdó-program
2010-ben a város főtere, a Széchenyi tér a Pécs2010 Kulturális Főváros projekt keretében történt felújítása után a városi önkormányzat kezdeményezésére a Pécsi Rendőrkapitányság a belvárosi rendőri jelenlét növelése érdekében három pár gyalogos járőr és egy gépjárműves egység bevetéséről döntött. A programot Leonárd Lajosról nevezték el, aki örömmel fogadta a kezdeményezést. A kivezényelt rendőrök feladata kicsit más jellegű, mint a korábbi "posztos rendőr", mert több helyre is figyelmet kell fordítaniuk és a közterület-felügyelettel együttműködésben kell dolgozniuk, ugyanakkor elvárás a nyelvtudás, mely Leonárdó erőssége is volt.
2013-ban, a Bándy Kata-gyilkosság nyomán merült fel először, hogy a Leonárdó-programot fel kellene frissíteni és lakosság egy része azóta is igényli a fokozottabb rendőri jelenlétet a közterületeken.

## Igazság és legenda

### Igaz történetek
- Közlekedési kihágásért megbüntette Friderikusz Sándort,[5] aki bepanaszolta Leonárdót a városházán, majd a rendőrfőkapitánynál. A válasz egyszerű volt: Ha Leonárdó intézkedett, akkor "biztosan nem történt rendőri túlkapás, hanem csak törvényes intézkedés".[11]
- Az egyik polgármester egyszer azt mondta róla egy állománygyűlésen: "Ha Leonárdó belefúj a sípba, akkor nyugodt vagyok". Ezt Leonárdó maga idézte fel egy riport során.[12]
- Ha az emberek hosszabb ideig nem látták, vagy más szolgálati helyen bukkant fel, akkor az a szóbeszéd járta, hogy: "már megint olyan valakit bírságolt meg, akit nem kellett volna és megint büntetésben van." Egyszer az MSZMP egyik helyi vezetőjével kapcsolatos fellépése miatt valóban áthelyezték egy rövid ideig, de amint a városi tanácselnök meghallotta ezt, azonnal kérte visszahelyezését."[12]

### Legendák cáfolatai
- Leonárdó megbüntette – az akkor még barcsi TSZ-elnök, későbbi Elnöki Tanács elnök – Losonczi Pál sofőrjét tilosban parkolásért.[5] Ez Leonárdó saját állítása szerint is legenda.[9]
- Saját feleségét is megbüntette, mert nem a zebrán haladt át az úttesten. Ezt Leonardó maga cáfolta a vele készült riportban és jelezte, más közeli hozzátartozóját sem bírságolta meg soha.[5][11]

### Igazolásra váró legendák
- Néha bevetette azt a trükköt, hogy úgy tett, mintha kirakatot nézegetne, de közben a visszatükröződő üvegfelületről figyelt és lekapcsolta azt, aki tilosban kelt át az úttesten.[5]
- Szolgálat közben néha beugrott egy kocsmába, hogy megigyon egy kisfröccsöt.[5]

### Újságcikkek
- ↑ Szemle: Ernyes Mihály (2005). „Leonárd Lajos, aki a Széchenyi térhez tartozott” (magyar nyelven). Pécsi Szemle, Pécs VIII. évf. (2. szám - nyár), 124-128. o, Kiadó: Pécsi Szemle Várostörténeti Alapítvány.
- ↑ cikk1982: Stausz Csaba (1982. január 18.). „A tér embere”. Dunántúli Napló, Pécs 39. évfolyam (17. szám). (Hozzáférés: 2019. október 20.)
- ↑ cikk2010_program: H.L.B.: Leonárdó-program a főtéren. pecsiujsag.hu , 2010. május 4. (Hozzáférés: 2019. október 20.)
- ↑ cikk2013_újprogram: Bóka Máté: Új Leonárdó program indulhat (magyar nyelven). pecsma.hu , 2013. június 11. (Hozzáférés: 2019. október 20.)
- ↑ cikk2016_posztoskell: Nógrádi László: Posztos rendőr kell Pécsre? (magyar nyelven). bama.hu , 2016. szeptember 13. [2019. október 20-i dátummal az eredetiből archiválva]. (Hozzáférés: 2019. október 20.)
- ↑ cikk2017_zsiguli: Nógrádi László: Zsigulikkal járőröztek – Rendőrök úton, vízen (magyar nyelven). bama.hu , 2017. június 27. [2019. október 20-i dátummal az eredetiből archiválva]. (Hozzáférés: 2019. október 20.)
- ↑ cikk2017_legenda: Pernecker Dávid: A pécsi Széchenyi tér legendás rendőre (magyar nyelven). pecsma.hu , 2017. július 25. (Hozzáférés: 2019. október 20.)

### Videóriportok
- ↑ botrányosközlekedés: Balassa Gabriella (rendező), Pánics György és Csanádi Gabriella (műsorvezetők). Délutáni Magazin / Pécs város botrányos közlekedése (magyar nyelven). Pécs: VTV Pécs. A jelenet helye a filmen: 2:25. [2021. április 20-i dátummal az eredetiből archiválva]. (Hozzáférés ideje: 2021-04-20.)
- ↑ újposztos: Nyaka Szabolcs (újságíró). Újra lesz posztos rendőr a belvárosban (magyar nyelven). BAMA.hu. [2019. október 20-i dátummal az eredetiből archiválva]. (Hozzáférés ideje: 2019-10-20.)
- Csanádi Gabriella (műsorvezető), Bezdán Katalin (operatőr), Stausz Csaba (riporter). Leonárd Lajos alias Leonárdó, a belvárosi rendőr (magyar nyelven). Régi Pécs. (Hozzáférés ideje: 2019-10-20.)